# Glanztrogon
Der Glanztrogon (Pharomachrus fulgidus) zählt innerhalb der Familie der Trogone (Trogonidae) zur Gattung der
Pharomachrus (Pharomachrus).
Der Vogel kommt in Guyana, Kolumbien und Venezuela vor.
Das Verbreitungsgebiet umfasst subtropischen oder gemäßigten Wald, Nebelwald, Sekundärwald und Waldränder von 900 bis 2500 m Höhe.
Der lateinische Artzusatz bedeutet glänzend.

## Merkmale
Oberseite und Kopf bis Hals und Oberbrust ist hellgrün, die Unterseite leuchtend rot, die äußeren Schwanzfedern sind schwarz, die Schwanzunterseite weiß. Namensgebend sind die weißen Spitzen der etwa ein Drittel längeren zentralen Schwanzfedern beim Männchen. Der Schnabel ist gelblich, die Füße sind bräunlich bis schwarz. Beim Männchen ist die Iris haselnussbraun bis dunkelrot, beim Weibchen braun.
Das Männchen ähnelt dem Goldkopftrogon (Pharomachrus auriceps) und dem Pfauentrogon (Pharomachrus pavoninus), unterscheidet sich aber durch die weißen Schwanzspitzen und den mehr goldfarbenen Kopf. Das Weibchen hat weniger leuchtendes Gefieder und keinen Stirnkamm.

## Geografische Variation
Es werden folgende Unterarten anerkannt:
- P. f. fulgidus (Gould, 1838), Nominatform – Nordvenezuela
- P. f. festatus Bangs, 1899 – Nordosten Kolumbiens im Santa Marta Gebirge

## Stimme
Der Ruf des Männchens wird als lautes "kirra" oder "kirra, kip" beschrieben.

## Lebensweise
Die Nahrung besteht hauptsächlich aus Früchten und Beeren, die im Baum von einem Ast aus gepflückt werden.
Die Brutzeit liegt zwischen Januar und April.

## Gefährdungssituation
Der Bestand gilt als nicht gefährdet (Least Concern).